# Kajetankirche
St.-Kajetan-Kirche oder Kajetankirche bzw. einfach St. Kajetan ist der Name zahlreicher Kirchen, die das Patrozinium des heiligen Kajetan von Thiene, des Gründers des Theatinerordens, tragen. Daher werden sie oft Theatinerkirche genannt. Unter anderem gibt es sie in folgenden Orten:

## Deutschland
- Theatinerkirche St. Kajetan in München
- St. Cajetan (Oberschweinbach)

## Italien
- San Gaetano (Brescia)
- Chiesa di San Gaetano alle Grotte, Cataneo
- Santi Michele e Gaetano, Florenz
- San Gaetano (Rom)

## Malta
- St. Gaetan Parish Church, Ħamrun

## Mexiko
- Iglesia de San Cayetano, Mexiko-Stadt

## Österreich
- Kajetanerkirche in Salzburg